# Musa Juwara
Musa Juwara (født 26. december 2001) er en gambiansk professionel fodbolspiller der spiller som højre-kant for Vejle Boldklub og Gambias fodboldlandshold.

## Klub karriere

### Tidlig karriere
Juwara blev født i Gambia, men migrerede til Italien i 2016. Der begyndte han at spille fodbold med Virtus Avigliano og blev efter en succesfuld sæson scoutet af Chievo. Han fik forbud mod at skifte til Chievo af FIGC, men han anfægtede høringen og sluttede sig til sidst med dem.
Juwara sluttede sig kortvarigt til Torino F.C. udlånt fra Torneo di Viareggio i 2019, hvor han scorede 3 mål i 3 kampe, inden han vendte tilbage til Verona til sæsonafslutningen.
Han fik sin professionelle debut for Chievo i en 0-0 Serie A-kamp med Frosinone Calcio den 25. maj 2019, hvor han kom ind som en erstatning i det 79. minut for Manuel Pucciarelli.

### Bologna
Den 8. juli 2019 underskrev Juwara en aftale med Bologna. Selvom han blev tildelt deres U19-hold for sæsonen 2019-20, begyndte han hurtigt at falde ind i Siniša Mihajlovićs førsteholdsplaner, og fik sin debut den 4. december ved at spille hele 90 minutter i et 4-0 Coppa Italia-nederlag i hænderne på Udinese.
Hans Serie A-debut for klubben kom den 4. februar, hvor han kom som en erstatning i det 86. minut for landsmanden Musa Barrow i en 3-2-sejr over Roma. Dette ville blive efterfulgt af optrædener fra bænken mod Genoa og Udinese, inden konkurrencen blev stoppet den 9. marts som følge af COVID-19-pandemien.
Efter at konkurrencen blev genoptaget, ville han få mange flere førsteholdsmuligheder som følge af det tunge spilleprogram og den nye 5-udskiftningsregel, hvilket imponerede i den første kamp med et 2-0-tab i Juventus den 22. juni, hvor han erstattede Riccardo Orsolini i det 82. minut..
Hans første Serie A-mål kom den 5. juli i en overbevisende præstation på San Siro, hvor han ville score udligningen og sikre udvisningen af Alessandro Bastoni i en 2-1-sejr over Inter Milan.

#### Udlån til Boavista
Den 6. oktober 2020 kom han til den portugisiske klub Boavista på lån med en købsoption.

#### Udlån til Crotone
Den 13. juli 2021 tog han på lån til Crotone. Den 31. januar 2022 blev lånet opsagt førtidigt.

#### Udlån til OB
Den 19. januar 2023 kom Juwara til OB i Danmark på lån indtil 31. december 2023 med option på køb. Efter et 6-måneders ophold havde Juwara endnu ikke fået sin debut. Af denne grund besluttede klubben den 8. juni 2023 at opsige lejeaftalen 6 måneder før tid.

### Vejle
Den 3. juli 2023 sluttede Juwara sig til den nyoprykkede danske Superliga-klub Vejle Boldklub på en aftale indtil juni 2026.

## Internationale karriere
Juwara debuterede med Gambia i en sejr i en venskabskamp på 1-0 over Congo den 9. oktober 2020.